# نقل التدريب
نقل التدريب يشير إلى تأثير المعرفة أو القدرات المكتسبة في أحد المجالات على حل مشكلة أو اكتساب معرفة في مجالات أخرى. يعتمد نقل التدريب على نظرية نقل التعلم.
يقول هولدينج (1991) إن «نقل التدريب يحدث عندما تقوم آثار تعلم سابق بالتأثير على أداء نشاط لاحق» (في Training for Performance Morrison, J. (Ed p. 93)). تعتبر درجة تطبيق المتدربين للمهارات المكتسبة من مواقف التدريب في وظائفهم بنجاح هي «النقل الإيجابي للتدريب» (بالدوين وفورد، 1980).
يحمل نقل التدريب وسائل مختلفة إلى حد ما في مختلف تخصصات علم النفس. ويعكس تعريف هولدينج منظور علم النفس المعرفي. قد يكون اختصاصي علم النفس المعرفي مهتمًا بكيفية تأثير التشابه الدلالي لأزواج كلمات في قائمة واحدة على الوقت اللازم لتعلم قائمة ثانية (مهمة النقل). من هذا المنظور، فإن مهمة التعلم الأصلية و«النشاط اللاحق» تبدو متشابهة كثيرًا.
يعكس تعريف بالدوين وفورد منظور علم النفس الصناعي/التنظيمي (0/1). قد يكون اختصاصي علم النفس 0/1 مهتمًا بكيفية ارتباط دافع المتدربين للنقل بأداء وظيفة لاحقة. وقد يكون مجال التدريب (على سبيل المثال، برنامج تدريب على شبكة الإنترنت) مختلفًا تمامًا عن مجال «النشاط» اللاحق (على سبيل المثال، أداء وظيفة).

## الأنواع
توجد ثلاثة أنواع لنقل التدريب:
- النقل الإيجابي

يكون عندما يقوم تعلم أو تدريب سابق بتسهيل اكتساب مهارة جديدة أو الوصول إلى حل لمشكلة جديدة. وفي هذه الحالة يتصرف الفرد بشكل أفضل مما لو لم يكن لديه تدريب سابق.
- النقل السلبي

يكون عندما يقوم تعلم أو تدريب سابق بإعاقة اكتساب مهارة جديدة أو الوصول إلى حل لمشكلة جديدة. وفي هذه الحالة يتصرف الفرد بشكل أسوأ مما لو كان لم يتعرض لتدريب سابق.
- انعدام النقل

في هذه الحالة، لا يقوم التدريب أو الخبرة السابقة بتعزيز أو إعاقة اكتساب مهارة جديدة أو الوصول إلى حل لمشكلة جديدة.